# Sharpsburg (Maryland)
Sharpsburg er en by i Washington County, Maryland, ca. 20 km syd for Hagerstown. Byen har 560(2020) indbyggere.
Under den amerikanske borgerkrig blev slaget ved Antietam udkæmpet lige uden for byen på det som i dag er Antietam National Battlefield ved Antietam Creek.

## Historie
En kolonist ved navn Joseph Chapline bosatte sig i området omkring 1740. Efter afslutningen af den franske og indianske krig grundlagde han byen i 1763 og opkaldte den efter sin ven Horatio Sharpe, som var ejendomsguvernør i Maryland.
Placeret øst for Potomac floden og dens vandkraft tiltrak byen industri i begyndelsen af det 19. århundrede, især efter at Chesapeake og Ohio-Kanalen blev forlænget til Sharpsburg omkring 1836. Den blev til en egentlig by i 1832.
Sydstatsgeneralen Robert E. Lee invaderede Maryland i sensommeren 1862 og blev opfanget af Unionsgeneralen George B. McClellan. Deres hære mødtes i Slaget ved Antietam (eller slaget ved Sharpsburg) den 17. september 1862 — den blodigste dag i den Amerikanske borgerkrig, og i hele USA's militærhistorie, med næsten 23.000 døde og sårede. Den uafgjorte men strategiske sejr til Unionen tillod politisk Abraham Lincoln at udstede Emancipationserklæringen.
Denne sejr var et vendepunkt i krigen fordi den forhindrede Konføderationen i at rykke ind i Nordstaterne.

## Bystyre
Sharpsburg vælger en borgmester og 6 byrødder hvert 4. år.

## Geografi
Ifølge De Forenede Staters kontor for folketælling har byen et samlet areal på 0.6 km².

## Demografi
Ved folketællingen i år 2000 var der 691 indbyggere fordelt på 286 husholdninger og 193 familier i byen. Af de 286 husholdninger havde 26,6% børn under 18, 54,2% var gifte samboende.
Medianindkomsten for en husholdning i byen var $52.875. Mænd havde en medianindkomst på $37.500 mod $22,000 for kvinder. Gennemsnitsindkomsten i byen var $20.917.